# Cot Nuran
Cot Nuran is een bestuurslaag in het regentschap Pidie van de provincie Atjeh, Indonesië. Cot Nuran telt 621 inwoners (volkstelling 2010).